# Пичиниско
Пичиниско (итал. Picinisco) је насеље у Италији у округу Фрозиноне, региону Лацио.
Према процени из 2011. у насељу је живело 304 становника. Насеље се налази на надморској висини од 700 м.

## Становништво
Према резултатима пописа становништва 2011. у општини је живело 1.255 становника.
| 1936. | 1951. | 1961. | 1971. | 1981. | 1991. | 2001. | 2011. |
| ----- | ----- | ----- | ----- | ----- | ----- | ----- | ----- |
| 2.529 | 2.884 | 2.157 | 1.477 | 1.288 | 1.261 | 1.206 | 1.255 |